# Station Saint-Gervais-les-Bains-Le Fayet
Station Saint-Gervais-les-Bains-Le Fayet is een spoorwegstation in het dorp Le Fayet in de Franse gemeente Saint-Gervais-les-Bains. Het is gelegen op een hoogte van 581 meter. Het station is het eindpunt van de spoorlijn La Roche-sur-Foron - Saint-Gervais-les-Bains-Le Fayet en het vertrekpunt van de spoorlijn Saint-Gervais-les-Bains-Le Fayet - Vallorcine, een lijn aangelegd in meterspoor  naar Vallorcine (aan de Zwitserse grens). Deze lijn sluit aan op de Zwitserse spoorlijn Martigny - Châtelard en wordt gebruikt door de Mont-Blanc Express die Martigny en Saint-Gervais verbindt. 
Het station, eerder van de Compagnie des chemins de fer de Paris à Lyon et à la Méditerranée wordt uitgebaat door de Société nationale des chemins de fer français (SNCF) en wordt bediend door treinen van het net van de TER Auvergne-Rhône-Alpes. In het toeristisch hoogseizoen van de winter wordt het station bediend door een TGV vanuit Paris Gare de Lyon over de LGV Sud-Est en de LGV Rhône-Alpes.
Het station is tevens het dalstation van de Tramway du Mont Blanc en van de gondelbaan Le Valléen.

## Treindiensten
| Serie | Treinsoort                | Route | Bijzonderheden |
| ----- | ------------------------- | --- | -------------- |
| L3    | Léman Express (CFF, SNCF) | Coppet – Genève-Cornavin – Annemasse (– La Roche-sur-Foron (– Cluses (– Saint-Gervais-les-Bains-Le Fayet))) |                |